# Jewgienija Sieriebriennikowa
Jewgienija Jewgienjewna Sieriebriennikowa (ros. Евгения Евгеньевна Серебренникова; ur. 9 września 1982) – rosyjska aktorka teatralna i filmowa.
Urodziła się 9 września 1982. Córka pianisty jazzowego i piosenkarki. Absolwentka Akademii Sztuk w Woroneżu (studia w latach 1999-2003). Od 2003 do 2011 aktorka Okręgowego Teatru Kameralnego w Moskwie.
Jej najważniejsze role filmowe to Żanna w "Wtoroje dychanije" (2013), Walerija w filmie "Idiealnyj mużczina" (2014) i Katia w filmie "Raspłata" (2014).

## Filmografia[5]
- Raspłata (2015)
- Sołnce w podarok (2015)
- Lubownaja siet´ (2015)
- Idiealnyj mużczina (2014)
- Wtoroje dychanije (2013)
- Prosniomsia wmiestie? (2012)
- Proklatyj raj 2 (2008)
- Nas nie dogonisz (2007)